# Natália do Vale
Natália do Vale (Floriano, 6 marzo 1953) è un'attrice e scrittrice brasiliana.
Attiva nel cinema, a teatro e in televisione, il suo nome completo è Maria Natàlia Ferreira do Vale: talora è accreditata Natália do Valle.

## Biografia
Il suo ingresso nel mondo dello spettacolo è avvenuto poco prima della laurea in Filosofia, conseguita presso l'Universidade de São Paulo. Ha lavorato soprattutto come attrice di telenovele, sostenendovi anche ruoli da protagonista, come in Happy End.
Si è sposata in prime nozze col regista televisivo Paulo Ubiratan, dal quale ha divorziato dopo cinque anni; i suoi due successivi matrimoni si sono conclusi anch'essi col divorzio. Non ha figli.

## Filmografia

### Televisione
- Gabriela (1975)
- A Moreninha (1975)
- Saramandaia (1976)
- Agua Viva (Água Viva) (1980)
- Destini (Baila Comigo, 1981)
- Sétimo Sentido (1982)
- Happy End (Final Feliz, 1982)
- Transas e Caretas (1984)
- Doppio imbroglio (Cambalacho, 1986)
- O Outro (1987)
- Que Rei Sou Eu? (1989)
- Olho no Olho (1993)
- A Próxima Vítima (1995)
- Sai de Baixo (1996)
- O Amor Está no Ar (1997)
- Torre di Babele (Torre de Babel, 1998)
- Vento di passione (Aquarela do Brasil, 2000)
- Mulheres Apaixonadas (2003)
- Carga Pesada (2004)
- Começar de Novo (2004)
- Pagine di vita (Páginas da Vida, 2006)
- O Segredo da Princesa Lili (2007)
- Faça sua História (2008)
- Negócio da China (2008)
- Episódio Especial (2009)
- Viver a Vida (2009)
- Insensato Coração (2011)
- Salve Jorge (2012)
- Em família (2014)

### Cinema
- Kilas, O Mau da Fita (1981)
- Pra Frente Brasil (1983)
- Polaroides Urbanas (2007)